# Trần Túy Phần
Trần Túy Phần (tiếng Trung: 陳粹芬; 1873–1960), sinh ra ở Hồng Kông, quê ở Đồng An, Phúc Kiến, là con thứ tư trong một gia đình. Bà được coi là "Nữ cách mạng bị lãng quên" và "Đối tác cách mạng đầu tiên" của Tôn Trung Sơn. Trước khi kết hôn với Tống Khánh Linh, Tôn Trung Sơn đã có mối tình 20 năm với Trần Túy Phần. Trong "Gia phả của Tôn", cô được gọi là "vợ lẽ của Tôn Trung Sơn".
Họ gặp nhau vào năm 1892, rồi yêu nhau. Bà có nhiều đóng góp cho cách mạng. Bà đã sống với Tôn Trung Sơn ở Nhật Bản. Bà đóng vai trò là vợ của Tôn Trung Sơn với thế giới bên ngoài, và giúp đỡ các hoạt động bí mật của cuộc cách mạng.
Bà sống ở Penang từ năm 1910 đến năm 1912.
Sau khi nước Cộng hòa thành lập, bà định cư ở Malaya một mình.
Trong bộ phim Road To Dawn (2007) kể về câu chuyện của Tôn Trung Sơn ở Penang, nhân vật Chen Cuifen do nữ diễn viên Trung Quốc Wu Yue thủ vai.